# Giải bóng đá U-21 Quốc gia 2013
Giải bóng đá U-21 Quốc gia 2013, tên gọi chính thức là Giải bóng đá U-21 Quốc gia Báo Thanh Niên – Cúp Bia Sài Gòn 2013 vì lý do tài trợ, là mùa giải thứ 17 của Giải bóng đá Vô địch U-21 Quốc gia do Liên đoàn bóng đá Việt Nam (VFF) phối hợp với báo Thanh Niên tổ chức. Mùa giải lần này diễn ra theo hai giai đoạn, với giai đoạn vòng loại từ ngày 9 tháng 9 đến ngày 19 tháng 9 năm 2013. Vòng chung kết của giải, gồm 8 đội bóng, được tổ chức tại Hải Phòng từ ngày 26 tháng 9 đến ngày 6 tháng 10 năm 2013.

## Các đội bóng
21 đội bóng đã đăng ký tham dự mùa giải lần này từ vòng loại. Đội đương kim vô địch Sông Lam Nghệ An và đội chủ nhà của vòng chung kết Hải Phòng được miễn thi đấu vòng loại. Các đội bóng được sắp xếp sẵn vào các bảng đấu dựa theo khu vực địa lý. Những đội bóng đóng vai trò là chủ nhà của bảng đấu vòng loại được in đậm.
| Vào thẳng vòng chung kết | 1. Hải Phòng (chủ nhà vòng chung kết) 2. Sông Lam Nghệ An (đương kim vô địch) | 1. Hải Phòng (chủ nhà vòng chung kết) 2. Sông Lam Nghệ An (đương kim vô địch)  | 1. Hải Phòng (chủ nhà vòng chung kết) 2. Sông Lam Nghệ An (đương kim vô địch)    | 1. Hải Phòng (chủ nhà vòng chung kết) 2. Sông Lam Nghệ An (đương kim vô địch)                       |
| Tham dự vòng loại        | Bảng A                                                                        | Bảng B                                                                         | Bảng C                                                                           | Bảng D                                                                                              |
| Tham dự vòng loại        | 1. Hà Nội T&T 2. Huế 3. Nam Định 4. Than Quảng Ninh 5. Trẻ Hà Nội 6. Viettel  | 1. Hoàng Anh Gia Lai 2. Bình Định 3. Đắk Lắk 4. Sanna Khánh Hòa 5. SHB Đà Nẵng | 1. Thành phố Hồ Chí Minh 2. Bình Phước 3. Đồng Nai 4. Tây Ninh 5. TDC Bình Dương | 1. Kienlongbank Kiên Giang 2. Cần Thơ 3. Đồng Tâm Long An 4. Tập đoàn Cao su Đồng Tháp 5. Vĩnh Long |

| Rút lui sau khi đăng ký tham dự | Rút lui sau khi đăng ký tham dự         |
| ------------------------------- | --------------------------------------- |
| Bảng B                          | - V&V United                            |
| Bảng C                          | - Lâm Đồng - Xi măng Xuân Thành Sài Gòn |
| Bảng D                          | - Hùng Vương An Giang - Tiền Giang      |

## Vòng loại
Vòng loại diễn ra từ ngày 9 đến ngày 18 tháng 9 năm 2013. Các đội bóng thi đấu theo thể thức vòng tròn một lượt tính điểm, chọn 4 đội xếp thứ nhất và 2 đội xếp thứ nhì có thành tích tốt nhất vào vòng chung kết.

### Các tiêu chí
Các đội được xếp hạng theo điểm (3 điểm cho 1 trận thắng, 1 điểm cho 1 trận hòa, 0 điểm cho 1 trận thua), và nếu bằng điểm, các tiêu chí sau đây được áp dụng theo thứ tự, để xác định thứ hạng:
1. Điểm trong các trận đối đầu trực tiếp giữa các đội bằng điểm;
2. Hiệu số bàn thắng thua trong các trận đối đầu trực tiếp giữa các đội bằng điểm;
3. Số bàn thắng ghi được trong các trận đối đầu trực tiếp giữa các đội bằng điểm;
4. Nếu có nhiều hơn hai đội bằng điểm, và sau khi áp dụng tất cả các tiêu chí đối đầu ở trên, một nhóm nhỏ các đội vẫn còn bằng điểm nhau, tất cả các tiêu chí đối đầu ở trên được áp dụng lại cho riêng nhóm này;
5. Hiệu số bàn thắng thua trong tất cả các trận đấu bảng;
6. Số bàn thắng ghi được trong tất cả các trận đấu bảng;
7. Bốc thăm.

### Bảng A
Các trận đấu diễn ra tại Nghệ An.
| STT | Đội bóng       | Tr | T | H | B | Bt | Bb | Hs | Điểm |
| --- | -------------- | -- | - | - | - | -- | -- | -- | ---- |
| 1   | U21 Viettel    | 5  | 3 | 2 | 0 | 6  | 2  | +4 | 11   |
| 2   | U21 Hà Nội T&T | 5  | 3 | 1 | 1 | 8  | 3  | +5 | 10   |
| 3   | U21 Huế        | 5  | 2 | 1 | 2 | 7  | 6  | +1 | 7    |
| 4   | U21 Trẻ Hà Nội | 5  | 2 | 1 | 2 | 8  | 8  | 0  | 7    |
| 5   | U21 Nam Định   | 5  | 1 | 1 | 3 | 5  | 8  | -3 | 4    |
| 6   | U21 Quảng Ninh | 5  | 1 | 0 | 4 | 4  | 10 | -6 | 3    |

| Ngày                | Giờ   | Sân thi đấu | Vòng loại Bảng A | Vòng loại Bảng A | Vòng loại Bảng A |
| Ngày                | Giờ   | Sân thi đấu | Đội 1            | Tỉ số            | Đội 2            |
| 9 tháng 9 năm 2013  | 13h30 | Sân số 1    | U21 Hà Nội T&T   | 3-1              | U21 Quảng Ninh   |
| 9 tháng 9 năm 2013  | 15h00 | Sân số 2    | U21 Viettel      | 1-0              | U21 Trẻ Hà Nội   |
| 9 tháng 9 năm 2013  | 15h30 | Sân số 1    | U21 Nam Định     | 1-0              | U21 Huế          |
| 11 tháng 9 năm 2013 | 13h30 | Sân số 1    | U21 Huế          | 0-2              | U21 Viettel      |
| 11 tháng 9 năm 2013 | 15h00 | Sân số 2    | U21 Nam Định     | 0-2              | U21 Hà Nội T&T   |
| 11 tháng 9 năm 2013 | 15h30 | Sân số 1    | U21 Trẻ Hà Nội   | 2-0              | U21 Quảng Ninh   |
| 13 tháng 9 năm 2013 | 13h30 | Sân số 1    | U21 Trẻ Hà Nội   | 3-2              | U21 Nam Định     |
| 13 tháng 9 năm 2013 | 15h00 | Sân số 2    | U21 Hà Nội T&T   | 0-1              | U21 Huế          |
| 13 tháng 9 năm 2013 | 15h30 | Sân số 1    | U21 Quảng Ninh   | 0-1              | U21 Viettel      |
| 16 tháng 9 năm 2013 | 13h30 | Sân số 1    | U21 Huế          | 3-3              | U21 Trẻ Hà Nội   |
| 16 tháng 9 năm 2013 | 15h00 | Sân số 2    | U21 Nam Định     | 1-2              | U21 Quảng Ninh   |
| 16 tháng 9 năm 2013 | 15h30 | Sân số 1    | U21 Hà Nội T&T   | 1-1              | U21 Viettel      |
| 18 tháng 9 năm 2013 | 13h30 | Sân số 1    | U21 Viettel      | 1-1              | U21 Nam Định     |
| 18 tháng 9 năm 2013 | 15h00 | Sân số 2    | U21 Quảng Ninh   | 1-3              | U21 Huế          |
| 18 tháng 9 năm 2013 | 15h30 | Sân số 1    | U21 Trẻ Hà Nội   | 0-2              | U21 Hà Nội T&T   |

### Bảng B
Các trận đấu diễn ra tại Đà Nẵng.
| STT | Đội bóng              | Tr | T | H | B | Bt | Bb | Hs | Điểm |
| --- | --------------------- | -- | - | - | - | -- | -- | -- | ---- |
| 1   | U21 SHB Đà Nẵng       | 4  | 2 | 2 | 0 | 4  | 2  | +2 | 8    |
| 2   | U21 Đắk Lắk           | 4  | 2 | 1 | 1 | 3  | 2  | +1 | 7    |
| 3   | U21 Bình Định         | 4  | 0 | 4 | 0 | 5  | 5  | 0  | 4    |
| 4   | U21 Sanna Khánh Hòa   | 4  | 0 | 3 | 1 | 3  | 4  | -1 | 3    |
| 5   | U21 Hoàng Anh Gia Lai | 4  | 0 | 2 | 2 | 3  | 7  | -4 | 2    |

| Ngày                | Giờ   | Sân thi đấu           | Vòng loại Bảng B      | Vòng loại Bảng B | Vòng loại Bảng B      |
| Ngày                | Giờ   | Sân thi đấu           | Đội 1                 | Tỉ số            | Đội 2                 |
| 9 tháng 9 năm 2013  | 15h00 | Sân vận động Chi Lăng | U21 Đắk Lắk           | 1-0              | U21 Hoàng Anh Gia Lai |
| 9 tháng 9 năm 2013  | 17h00 | Sân vận động Chi Lăng | U21 SHB Đà Nẵng       | 1-1              | U21 Bình Định         |
| 11 tháng 9 năm 2013 | 15h00 | Sân vận động Chi Lăng | U21 Khánh Hòa         | 0-1              | U21 Đắk Lắk           |
| 11 tháng 9 năm 2013 | 17h00 | Sân vận động Chi Lăng | U21 Hoàng Anh Gia Lai | 0-3              | U21 SHB Đà Nẵng       |
| 13 tháng 9 năm 2013 | 15h00 | Sân vận động Chi Lăng | U21 Đắk Lắk           | 0-0              | U21 Bình Định         |
| 13 tháng 9 năm 2013 | 17h00 | Sân vận động Chi Lăng | U21 Hoàng Anh Gia Lai | 1-1              | U21 Khánh Hòa         |
| 16 tháng 9 năm 2013 | 15h00 | Sân vận động Chi Lăng | U21 Khánh Hòa         | 0-0              | U21 SHB Đà Nẵng       |
| 16 tháng 9 năm 2013 | 17h00 | Sân vận động Chi Lăng | U21 Bình Định         | 2-2              | U21 Hoàng Anh Gia Lai |
| 18 tháng 9 năm 2013 | 15h00 | Sân vận động Chi Lăng | U21 Bình Định         | 2-2              | U21 Khánh Hòa         |
| 18 tháng 9 năm 2013 | 17h00 | Sân vận động Chi Lăng | U21 SHB Đà Nẵng       | 2-1              | U21 Đắk Lắk           |

### Bảng C
Các trận đấu diễn ra tại Long An.
| STT | Đội bóng                  | Tr | T | H | B | Bt | Bb | Hs  | Điểm |
| --- | ------------------------- | -- | - | - | - | -- | -- | --- | ---- |
| 1   | U21 Thành phố Hồ Chí Minh | 4  | 3 | 0 | 1 | 13 | 4  | +9  | 9    |
| 2   | U21 Đồng Nai              | 4  | 2 | 1 | 1 | 6  | 5  | +1  | 7    |
| 3   | U21 TDC Bình Dương        | 4  | 2 | 1 | 1 | 9  | 5  | +4  | 7    |
| 4   | U21 Bình Phước            | 4  | 1 | 1 | 2 | 5  | 6  | -1  | 4    |
| 5   | U21 Tây Ninh              | 4  | 0 | 1 | 3 | 2  | 15 | -13 | 1    |

| Ngày                | Giờ   | Sân thi đấu           | Vòng loại Bảng C          | Vòng loại Bảng C | Vòng loại Bảng C          |
| Ngày                | Giờ   | Sân thi đấu           | Đội 1                     | Tỉ số            | Đội 2                     |
| 9 tháng 9 năm 2013  | 14h00 | Sân vận động Đồng Nai | U21 Đồng Nai              | 1-0              | U21 Bình Phước            |
| 9 tháng 9 năm 2013  | 16h00 | Sân vận động Đồng Nai | U21 Thành phố Hồ Chí Minh | 7-0              | U21 Tây Ninh              |
| 11 tháng 9 năm 2013 | 14h00 | Sân vận động Đồng Nai | U21 Bình Phước            | 1-3              | U21 Thành phố Hồ Chí Minh |
| 11 tháng 9 năm 2013 | 16h00 | Sân vận động Đồng Nai | U21 TDC Bình Dương        | 1-2              | U21 Đồng Nai              |
| 13 tháng 9 năm 2013 | 14h00 | Sân vận động Đồng Nai | U21 Đồng Nai              | 1-1              | U21 Tây Ninh              |
| 13 tháng 9 năm 2013 | 16h00 | Sân vận động Đồng Nai | U21 Bình Phước            | 2-2              | U21 TDC Bình Dương        |
| 16 tháng 9 năm 2013 | 14h00 | Sân vận động Đồng Nai | U21 TDC Bình Dương        | 1-0              | U21 Thành phố Hồ Chí Minh |
| 16 tháng 9 năm 2013 | 16h00 | Sân vận động Đồng Nai | U21 Tây Ninh              | 0-2              | U21 Bình Phước            |
| 18 tháng 9 năm 2013 | 14h00 | Sân vận động Đồng Nai | U21 Tây Ninh              | 1-5              | U21 TDC Bình Dương        |
| 18 tháng 9 năm 2013 | 16h00 | Sân vận động Đồng Nai | U21 Thành phố Hồ Chí Minh | 3-2              | U21 Đồng Nai              |

### Bảng D
Các trận đấu diễn ra tại Kiên Giang.
| Ngày                | Giờ   | Sân thi đấu           | Vòng loại Bảng D   | Vòng loại Bảng D | Vòng loại Bảng D   |
| Ngày                | Giờ   | Sân thi đấu           | Đội 1              | Tỉ số            | Đội 2              |
| 9 tháng 9 năm 2013  | 15h00 | Sân vận động Rạch Giá | U21 Kiên Giang     | 0-2              | U21 Long An        |
| 9 tháng 9 năm 2013  | 17h30 | Sân vận động Rạch Giá | U21 Cần Thơ        | 1-1              | U21 Vĩnh Long      |
| 11 tháng 9 năm 2013 | 15h00 | Sân vận động Rạch Giá | U21 TĐCS Đồng Tháp | 0-0              | U21 Cần Thơ        |
| 11 tháng 9 năm 2013 | 17h30 | Sân vận động Rạch Giá | U21 Vĩnh Long      | 2-1              | U21 Kiên Giang     |
| 13 tháng 9 năm 2013 | 15h00 | Sân vận động Rạch Giá | U21 Cần Thơ        | 0-0              | U21 Long An        |
| 13 tháng 9 năm 2013 | 17h30 | Sân vận động Rạch Giá | U21 Vĩnh Long      | 1-1              | U21 TĐCS Đồng Tháp |
| 16 tháng 9 năm 2013 | 15h00 | Sân vận động Rạch Giá | U21 TĐCS Đồng Tháp | 2-0              | U21 Kiên Giang     |
| 16 tháng 9 năm 2013 | 17h30 | Sân vận động Rạch Giá | U21 Long An        | 0-1              | U21 Vĩnh Long      |
| 18 tháng 9 năm 2013 | 15h00 | Sân vận động Rạch Giá | U21 Long An        | 0-2              | U21 TĐCS Đồng Tháp |
| 18 tháng 9 năm 2013 | 17h30 | Sân vận động Rạch Giá | U21 Kiên Giang     | 2-3              | U21 Cần Thơ        |

| STT | Đội bóng           | Tr | T | H | B | Bt | Bb | Hs | Điểm |
| --- | ------------------ | -- | - | - | - | -- | -- | -- | ---- |
| 1   | U21 TĐCS Đồng Tháp | 4  | 2 | 2 | 0 | 5  | 1  | +4 | 8    |
| 2   | U21 Vĩnh Long      | 4  | 2 | 2 | 0 | 5  | 3  | +2 | 8    |
| 3   | U21 Cần Thơ        | 4  | 1 | 3 | 0 | 4  | 3  | +1 | 6    |
| 4   | U21 Long An        | 4  | 1 | 1 | 2 | 2  | 3  | -1 | 4    |
| 5   | U21 Kiên Giang     | 4  | 0 | 0 | 4 | 3  | 9  | -6 | 0    |

### Bảng xếp hạng các đội nhì bảng đấu
Hai đội nhì bảng có thành tích tốt nhất lọt vào vòng chung kết.
| STT | Đội bóng       | Tr | T | H | B | Bt | Bb | Hs | Điểm | Kết quả                           |
| --- | -------------- | -- | - | - | - | -- | -- | -- | ---- | --------------------------------- |
| 1   | U21 Vĩnh Long  | 4  | 2 | 2 | 0 | 5  | 3  | +2 | 8    | Vị trí giành vé dự vòng chung kết |
| 2   | U21 Hà Nội T&T | 4  | 2 | 1 | 1 | 5  | 2  | +3 | 7    | Vị trí giành vé dự vòng chung kết |
| 3   | U21 Đồng Nai   | 4  | 2 | 1 | 1 | 6  | 5  | +1 | 7    |                                   |
| 4   | U21 Đắk Lắk    | 4  | 2 | 1 | 1 | 3  | 2  | +1 | 7    |                                   |

### Các đội vượt qua vòng loại
| Câu lạc bộ                | Tư cách vượt qua vòng loại      | Tham dự vòng chung kết | Thành tích tốt nhất              |
| ------------------------- | ------------------------------- | ---------------------- | -------------------------------- |
| Hải Phòng                 | Chủ nhà                         | 6 lần                  | Hạng tư (1998, 2000)             |
| Sông Lam Nghệ An          | Đương kim vô địch               | 11 lần                 | Vô địch (2000, 2001, 2002, 2012) |
| Viettel                   | Nhất bảng A                     | 6 lần                  | Vô địch (1997, 1998, 1999)       |
| SHB Đà Nẵng               | Nhất bảng B                     | 14 lần                 | Vô địch (2003, 2008, 2009)       |
| Thành phố Hồ Chí Minh     | Nhất bảng C                     | 6 lần                  | Á quân (1997, 2008)              |
| Tập đoàn Cao su Đồng Tháp | Nhất bảng D                     | 8 lần                  | Á quân (1998)                    |
| Hà Nội T&T                | Nhì bảng A/Nhì bảng tốt thứ hai | 2 lần                  | Hạng ba (2009)                   |
| Vĩnh Long                 | Nhì bảng D/Nhì bảng tốt nhất    | Lần đầu                | Lần đầu                          |

1. ↑  Kế thừa thành tích của Thể Công.

## Địa điểm
Các trận đấu của vòng chung kết diễn ra tại sân vận động Lạch Tray và sân vận động Thủy Nguyên, Hải Phòng.
| Hải Phòng              | Hải Phòng                |
| ---------------------- | ------------------------ |
| Sân vận động Lạch Tray | Sân vận động Thủy Nguyên |
| Sức chứa: 30.000       | Sức chứa: CXĐ            |
|                        |                          |

## Đội hình
Các cầu thủ từ 16 đến 21 tuổi (sinh từ ngày 1 tháng 1 năm 1992 đến ngày 31 tháng 12 năm 1997) có đủ điều kiện để tham dự giải đấu. Mỗi đội bóng phải đăng ký một danh sách gồm tối đa 25 cầu thủ, trong đó có tối đa ba cầu thủ 22 tuổi (Quy định mục 4.2, 4.3 và 5.1).

## Vòng bảng
Tám đội tham dự được chia thành hai bảng, thi đấu vòng tròn một lượt để chọn ra hai đội đứng đầu mỗi bảng vào bán kết. Lễ bốc thăm chia bảng đã diễn ra vào chiều ngày 25 tháng 9 năm 2013 tại Trung tâm Hội nghị thành phố Hải Phòng.

### Bảng A
| VT | Đội                       | ST | T | H | B | BT | BB | HS | Đ | Giành quyền tham dự     |
| -- | ------------------------- | -- | - | - | - | -- | -- | -- | - | ----------------------- |
| 1  | Hà Nội T&T                | 3  | 2 | 1 | 0 | 3  | 1  | +2 | 7 | Vòng đấu loại trực tiếp |
| 2  | Vicem Hải Phòng           | 3  | 1 | 1 | 1 | 2  | 2  | 0  | 4 | Vòng đấu loại trực tiếp |
| 3  | Tập đoàn Cao su Đồng Tháp | 3  | 0 | 3 | 0 | 2  | 2  | 0  | 3 |                         |
| 4  | Thành phố Hồ Chí Minh     | 3  | 0 | 1 | 2 | 2  | 4  | −2 | 1 |                         |

| Hà Nội T&T | 0–0 | Tập đoàn Cao su Đồng Tháp |
| ---------- | --- | ------------------------- |
|            |     |                           |

| Vicem Hải Phòng | 1–0      | Thành phố Hồ Chí Minh |
| --------------- | -------- | --------------------- |
| Văn Hiếu 58'    | Chi tiết |                       |

| Thành phố Hồ Chí Minh | 1–1      | Tập đoàn Cao su Đồng Tháp       |
| --------------------- | -------- | ------------------------------- |
| Duy Bảo 50'           | Chi tiết | - Vĩnh Đức 53' - Thiện Nhân 59' |

| Hà Nội T&T  | 1–0      | Vicem Hải Phòng |
| ----------- | -------- | --------------- |
| Huy Tân 31' | Chi tiết | Văn Hiếu        |

| Thành phố Hồ Chí Minh | 1–2      | Hà Nội T&T                      |
| --------------------- | -------- | ------------------------------- |
| Đức Bốn 12'           | Chi tiết | - Văn Thành 37' - Văn Thuận 59' |

| Vicem Hải Phòng           | 1–1      | Tập đoàn Cao su Đồng Tháp |
| ------------------------- | -------- | ------------------------- |
| - Minh Đạt 67' - Ngọc Nam | Chi tiết | Quốc Tuân 78'             |

### Bảng B
| VT | Đội              | ST | T | H | B | BT | BB | HS | Đ | Giành quyền tham dự     |
| -- | ---------------- | -- | - | - | - | -- | -- | -- | - | ----------------------- |
| 1  | Vĩnh Long        | 3  | 2 | 0 | 1 | 4  | 5  | −1 | 6 | Vòng đấu loại trực tiếp |
| 2  | Sông Lam Nghệ An | 3  | 1 | 2 | 0 | 4  | 1  | +3 | 5 | Vòng đấu loại trực tiếp |
| 3  | SHB Đà Nẵng      | 3  | 0 | 2 | 1 | 4  | 5  | −1 | 2 |                         |
| 4  | Viettel          | 3  | 0 | 2 | 1 | 3  | 4  | −1 | 2 |                         |

| Vĩnh Long | 0–3      | Sông Lam Nghệ An                      |
| --------- | -------- | ------------------------------------- |
|           | Chi tiết | - Xuân Thắng 33', 41' - Khắc Ngọc 55' |

| SHB Đà Nẵng                     | 2–2      | Viettel                          |
| ------------------------------- | -------- | -------------------------------- |
| - Văn Thành 20' - Văn Thạnh 42' | Chi tiết | - Việt Phong 14' - Văn Trung 45' |

| Viettel | 0–0      | Sông Lam Nghệ An |
| ------- | -------- | ---------------- |
|         | Chi tiết |                  |

| Vĩnh Long              | 2–1      | SHB Đà Nẵng    |
| ---------------------- | -------- | -------------- |
| Đình Trường 12', 90+3' | Chi tiết | Ngọc Thắng 20' |

| Viettel        | 1–2      | Vĩnh Long                          |
| -------------- | -------- | ---------------------------------- |
| Việt Phong 53' | Chi tiết | - Đình Trường 56' - Minh Hoàng 78' |

| SHB Đà Nẵng            | 1–1      | Sông Lam Nghệ An |
| ---------------------- | -------- | ---------------- |
| Việt Thắng 88' (ph.đ.) | Chi tiết | Văn Thành 20'    |

## Vòng đấu loại trực tiếp
Trong vòng đấu loại trực tiếp, loạt sút luân lưu sẽ được sử dụng để quyết định đội thắng nếu hòa sau 90 phút chính thức (không có hiệp phụ).

### Bán kết
| Hà Nội T&T                   | 2–1      | Sông Lam Nghệ An |
| ---------------------------- | -------- | ---------------- |
| Duy Long 21' · Văn Thuận 44' | Chi tiết | Phúc Tịnh 75'    |

| Vicem Hải Phòng         | 1–1                     | Vĩnh Long      |
| ----------------------- | ----------------------- | -------------- |
| Minh Hoàng 14'          | Chi tiết Chi tiết (VFF) | Thái Hoàng 61' |
| Loạt sút luân lưu       |                         |                |
| - Ngọc Thịnh - Khắc Đạt | 2–4                     | - Thanh Thảo   |

### Chung kết
| Vĩnh Long | 0–2      | Hà Nội T&T                           |
| --------- | -------- | ------------------------------------ |
|           | Chi tiết | Minh Hải 45' · Văn Thành 59' (ph.đ.) |

## Thống kê

### Vô địch
| Vô địch Giải bóng đá U-21 Quốc gia 2013 |
| --------------------------------------- |
| Hà Nội T&T Lần thứ 1                    |

### Các giải thưởng
Các giải thưởng dưới đây đã được trao sau khi giải đấu kết thúc:
| Vua phá lưới                 | Cầu thủ xuất sắc nhất        | Thủ môn xuất sắc nhất        | Giải phong cách |
| ---------------------------- | ---------------------------- | ---------------------------- | --------------- |
| Trần Đình Trường (Vĩnh Long) | Trần Đình Trường (Vĩnh Long) | Nguyễn Văn Công (Hà Nội T&T) | Vĩnh Long       |

### Cầu thủ ghi bàn
Đã có 31 bàn thắng ghi được trong 15 trận đấu, trung bình 2.07 bàn thắng mỗi trận đấu.